# Шпиль (деталь музыкального инструмента)

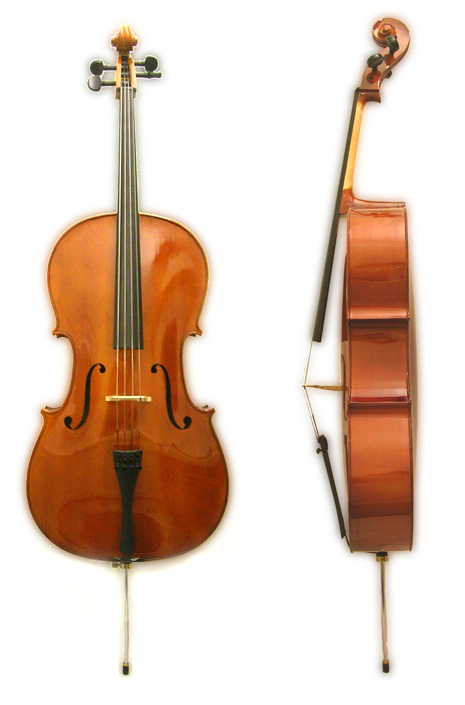
Шпиль виолончели

Шпиль — деталь виолончели, контрабаса и некоторых других струнных инструментов, упирающаяся в пол и позволяющая удержать вес инструмента. 
В большинстве случаев шпиль параллелен продольной оси инструмента. Деталь может быть металлической, деревянной или графитовой. 

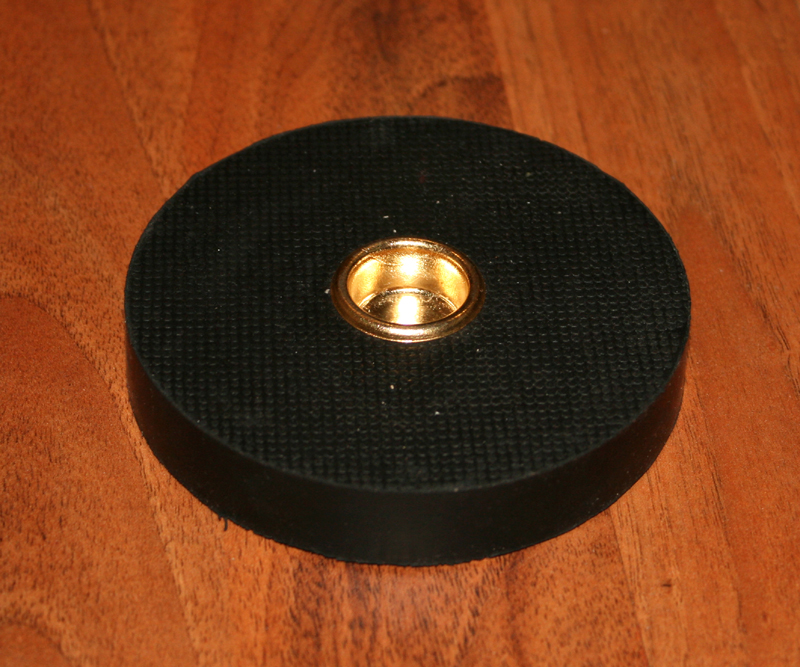
Держатель шпиля

Чтобы не нанести ущерб напольному покрытию, на заострённом конце детали часто имеется резиновая насадка, которая также обеспечивает необходимое сцепление с поверхностью.
Для предотвращения скольжения шпиля используются также специальные держатели. 
Как правило, размер шпиля можно отрегулировать до нужной длины; при этом его закрепляют при помощи т. н. барашка. Музыкант, играющий на инструменте, который оснащён шпилем, музицирует сидя, поместив его между колен.
Шпиль стал широко применяться в XIX веке, хотя он был известен значительно раньше, в частности, он имеется у некоторых азиатских инструментов, например, у индонезийского ребаба, японского кокю и др.